# Nicolaus Schneider
Nicolaus Schneider (* 29. November 1884 in Steinfort; † 6. März 1953 in Stadt Luxemburg) war ein luxemburgischer Altorientalist.

## Leben
Nach der Priesterweihe 1909 studierte er Theologie am Pontificio Istituto Biblico bei Anton Deimel. Während dieser Zeit lebte er am Priesterkolleg Santa Maria dell’ Anima. Er schloss das Studium als Dr. theol. und Magister der Bibelexegese ab.
Anschließend wurde er 1912/1913 Kaplan in Rippweiler (Pfarrei Useldingen). 1913–18 war er Vikar in Limpertsberg, 1918–22 Pfarrer in Fingig. Ab 1922 hatte er die Professur für Bibelwissenschaften am Priesterseminar Luxemburg inne.

## Auszeichnungen
- Ehrendomherr der Kathedral Notre-Dame (1947)
- Offizier des Ordens der Eichenkrone (1947)
- Mitglied der Koninklijke Vlaamse Academie van België voor Wetenschappen en Kunsten (1947)

## Schriften (Auswahl)
- Die Drehem und Djoh̲atexte im Kloster Montserrat (Barcelona) in Autographie und mit systematischen Wörterverzeichnissen. Rom 1932, OCLC 776280594.
- Die Keilschriftzeichen der Wirtschaftsurkunden von Ur III nebst ihren charakteristischen Schreibvarianten. Rom 1935, OCLC 878370653.
- Die Zeitbestimmungen der Wirtschaftsurkunden von Ur III. Rom 1936, OCLC 4855947.
- Die Götternamen von Ur III. Rom 1936, OCLC 986559590.